# Cees de Vries
Cornelis Johannes (Cees) de Vries (Zaandam, 25 juli 1946) is een voormalig voetballer van Telstar, AZ '67 en HFC Haarlem.

## Carrière
Hij begon bij Zaanlandia en brak in het seizoen 1969/70 door bij Telstar. De middenvelder speelde met de Velsenaren vier seizoenen in de eredivisie voordat hij in 1973 de overstap maakte naar buurman AZ '67. De Vries speelde drie seizoenen in de Alkmaarderhout. In 1976 na de komst van trainer Hans Kraay sr. en de middenvelders Peter Arntz en Willem van Hanegem nam De Vries de wijk naar HFC Haarlem dat net kampioen was geworden van de eerste divisie. De Vries speelde eveneens drie seizoenen voor de Haarlemmers, waarna hij zijn carrière in 1979 beëindigde.

### Carrièrestatistieken
| Seizoen         | Club            | Land            | Competitie      | Competitie | Competitie | Beker | Beker | Internationaal | Internationaal | Overig | Overig | Totaal | Totaal |
| Seizoen         | Club            | Land            | Competitie      | Wed.       | Dlp.       | Wed.  | Dlp.  | Wed.           | Dlp.           | Wed.   | Dlp.   | Wed.   | Dlp.   |
| --------------- | --------------- | --------------- | --------------- | ---------- | ---------- | ----- | ----- | -------------- | -------------- | ------ | ------ | ------ | ------ |
| 1969/70         | Telstar         | Nederland       | Eredivisie      | –          | 1          | –     | 1     | 0              | 0              | 0      | 0      | –      | 2      |
| 1970/71         | Telstar         | Nederland       | Eredivisie      | –          | 4          | –     | 0     | 0              | 0              | 0      | 0      | –      | 4      |
| 1971/72         | Telstar         | Nederland       | Eredivisie      | –          | 1          | 0     | 0     | 0              | 0              | 0      | 0      | –      | 1      |
| 1972/73         | Telstar         | Nederland       | Eredivisie      | –          | 5          | –     | 0     | 0              | 0              | 0      | 0      | –      | 5      |
| 1973/74         | AZ '67          | Nederland       | Eredivisie      | –          | –          | –     | 0     | 0              | 0              | 0      | 0      | –      | –      |
| 1974/75         | AZ '67          | Nederland       | Eredivisie      | –          | –          | –     | 0     | 0              | 0              | 0      | 0      | –      | –      |
| 1975/76         | AZ '67          | Nederland       | Eredivisie      | –          | –          | –     | 0     | 0              | 0              | 0      | 0      | –      | –      |
| 1976/77         | HFC Haarlem     | Nederland       | Eredivisie      | –          | 3          | –     | 0     | 0              | 0              | 0      | 0      | –      | 3      |
| 1977/78         | HFC Haarlem     | Nederland       | Eredivisie      | –          | 2          | –     | 0     | 0              | 0              | 0      | 0      | –      | 2      |
| 1978/79         | HFC Haarlem     | Nederland       | Eredivisie      | –          | 2          | –     | 0     | 0              | 0              | 0      | 0      | –      | 2      |
| Carrière totaal | Carrière totaal | Carrière totaal | Carrière totaal | –          | –          | –     | 1     | 0              | 0              | 0      | 0      | –      | –      |